# Yaltchin Rzazade
Yaltchin Rzazade (en azéri : Yalçın İmran oğlu Rzazadə), né le 31 décembre 1946 à Boladi et mort le 22 février 2021 à Bakou, est un chanteur azerbaïdjanais, Artiste du peuple de la République d'Azerbaïdjan (2000).

## Biographie
Yalchin Rzazadeh est né dans une famille d'intellectuels. En 1963, il entre à l'Institut national de la culture et de l'art d'Azerbaïdjan. En 1968, il entre au Conservatoire d'État d'Azerbaïdjan Uzeyir Hadjibeyov. Étudiant du Conservatoire, il rejoint le Comité de la télévision et de la radio d'État d'Azerbaïdjan et commence sa carrière en tant qu'assistant réalisateur. 
Au cours de ses années de travail au sein du comité de la télévision et de la radio, il est invité dans l'ensemble Dan Ulduzu de Gulara Aliyeva. La chanson Durnalar de Djahanguir Djahanguirov présente Yalchin Rzazade au public azerbaïdjanais à la fin des années 60.
En 1979, il reçoit le titre d'artiste honoré et en 2000 celui d'Artiste du peuple. Il est nommé chef de la faculté de musique vocale et pop à l'Université de la culture et des arts d'Azerbaïdjan.
Au fil des ans, des compositeurs tels que Djahangir Djahangirov, Tofik Kouliyev, Emin Sabitoglou, Ogtay Kazimi, Telman Hadjiyev, Elza Ibrahimova, Oqtay Radjabov, Ramiz Mirishli, Nariman Mammadov, Kamal, Eldar Mansourov, Firangiz Babayeva ont écrit des chansons pour lui.